# 烧山 (择捉岛东)
烧山（日语：／）或小兄弟火山（俄语：Вулкан Меньшой Брат）是择捉岛的火山，系梅德维日山脉一部分，属北海道根室振兴局或萨哈林州库里尔斯克区，海拔562米，位于硫磺岳西2公里处。